# Großer Schwarzer Dornhai
Der Große Schwarze Dornhai (Etmopterus princeps) ist eine Haiart aus der Familie der Laternenhaie (Etmopteridae). Das Verbreitungsgebiet dieser Art reicht im nördlichen Ost-Atlantik vom südlichen Island über die Färöerinseln, die Hebriden, die Küsten der Britischen Inseln, den Ärmelkanal und die Biscaya bis an die Küste Mauretaniens. An der amerikanischen Ostküste kommt der Hai von Nova Scotia bis New Jersey vor. 

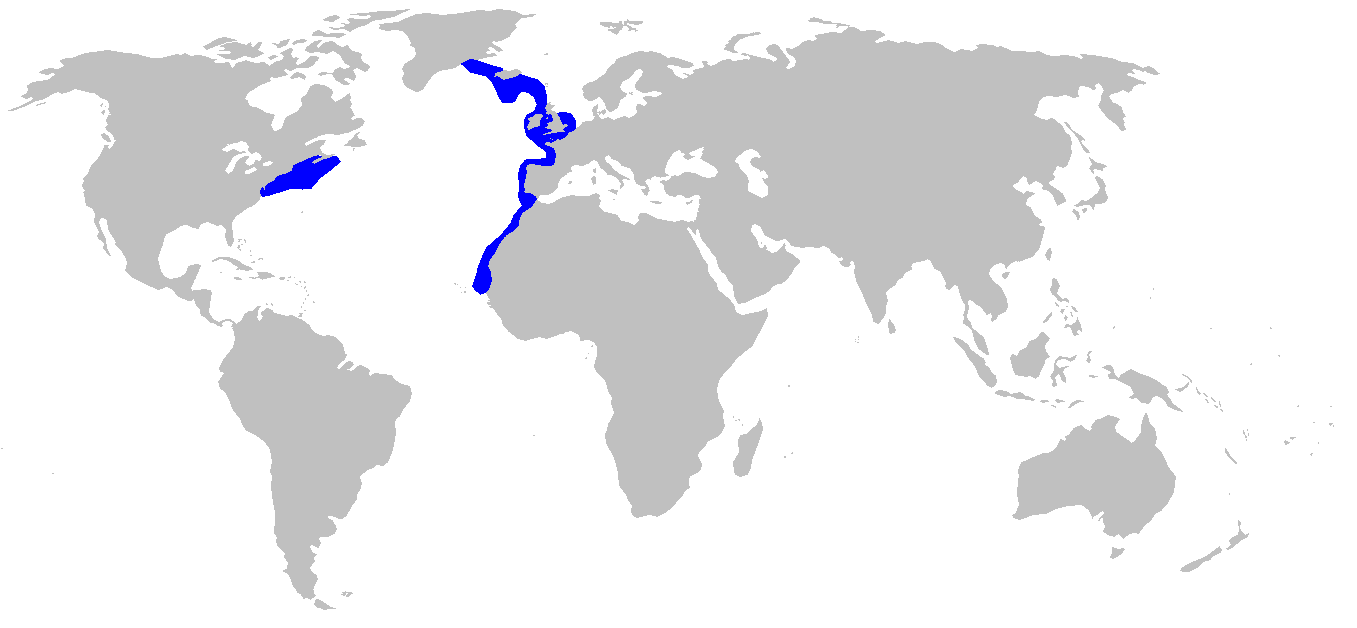
Verbreitungsgebiet des Großen Schwarzen Dornhais

## Aussehen und Merkmale
Der Große Schwarze Dornhai erreicht eine Maximallänge von 75 Zentimetern. Er hat einen für die Laternenhaie typischen langgestreckten Körper mit einem breiten und oberseits abgeflachten Kopf. Die Zähne im Oberkiefer besitzen vier bis sieben Spitzen. Die Körperfarbe ist einfarbig dunkelbraun ohne irgendwelche Aufhellungen. An der Bauchseite besitzt er die für die Laternenhaie typischen winzigen Leuchtorgane, die bei lebenden Tieren einen grünlichen Schimmer erzeugen.
Eine Afterflosse fehlt, den beiden Rückenflossen gehen die ordnungstypischen Stacheln voraus. Die erste Rückenflosse beginnt hinter den Brustflossen. Sie ist kleiner und flacher als die zweite und besitzt einen kleinen Dorn, während der Dorn der zweiten Rückenflosse kräftig ausgebildet und so hoch wie die Flosse ist. Wie alle Arten der Familie besitzen die Tiere fünf Kiemenspalten und ein Spritzloch hinter dem Auge.

## Lebensweise
Der Große Schwarze Dornhai lebt bodennah auf dem Kontinentalschelf und den Kontinentalabhängen in Tiefen von 300 bis 2200 Metern. Er ernährt sich von kleineren Fischen, Kopffüßern und Krebstieren. Über seine Lebensweise liegen nur wenig Daten vor. Er ist wie andere Arten der Ordnung lebendgebärend (ovovivipar).

## Gefährdung
Die IUCN gab 2006 in ihrer Roten Liste an, dass keine ausreichenden Daten vorliegen, um den Gefährdungsgrad von Etmopterus princeps einzuschätzen („data deficient“). In einer Neubewertung wurde die Art 2019 als nicht gefährdet („least concern“) eingestuft. Die Art ist Beifang bei der Tiefseefischerei.

## Belege
1. ↑  Etmopterus princeps in der Roten Liste gefährdeter Arten der IUCN 2024.1. Eingestellt von: Kulka, D.W., Cotton, C.F., Buscher, E., Dureuil, M., Herman, K., Jung, A., Anderson, B. & Dulvy, N.K., 2019. Abgerufen am 15. Oktober 2024.